# Pseudapis megacantha
Pseudapis megacantha är en biart som först beskrevs av Cockerell 1916.  Pseudapis megacantha ingår i släktet Pseudapis och familjen vägbin. Inga underarter finns listade i Catalogue of Life.